# 博雷島 (聖基爾達群島)

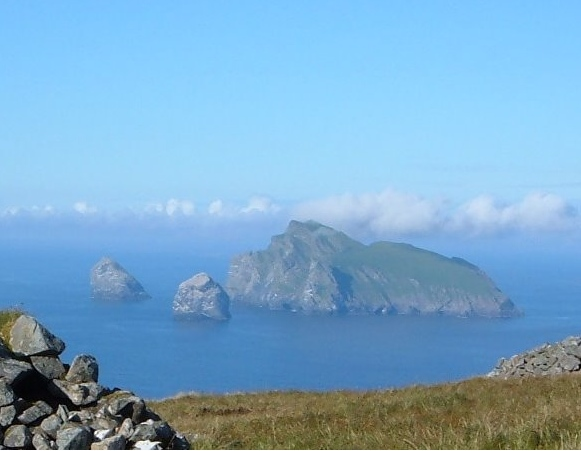

博雷島是蘇格蘭的島嶼，位於北尤伊斯特島西北66公里的大西洋海域，屬於聖基爾達群島的一部分，面積0.86平方公里，最高點海拔高度384米，島上無人居住。
57°52′11″N 08°29′26″W / 57.86972°N 8.49056°W